# Jastrebci
Jastrebci so naselje v Občini Ormož.
V Jastrebcih se je rodil pisatelj in narodni heroj Jože Kerenčič.